# Vipio falcoi
Vipio falcoi är en stekelart som beskrevs av Docavo Alberti 1958. Vipio falcoi ingår i släktet Vipio och familjen bracksteklar. Inga underarter finns listade i Catalogue of Life.